# هوانگپو
هوانگپو (به لاتین: Huangpu District, Guangzhou) یک سکونتگاه مسکونی در جمهوری خلق چین است که در گوانگ‌ژو واقع شده‌است.

## خصوصیات
هوانگپو ۱۲۲ کیلومترمربع مساحت و ۱۹۳٬۶۴۱ نفر جمعیت دارد.